# Burthecourt-aux-Chênes
Burthecourt-aux-Chênes è un comune francese di 94 abitanti situato nel dipartimento della Meurthe e Mosella nella regione del Grand Est.

## Società

### Evoluzione demografica
Abitanti censiti